# Luis Concha Córdoba
Luis Concha Córdoba (7 de novembro de 1891 - 18 de setembro de 1975) foi um cardeal colombiano da Igreja Católica Romana. Ele serviu como arcebispo de Bogotá de 1959 a 1972, e foi elevado ao cardinalato em 1961.

## Biografia
Luis Concha Córdoba nasceu em Bogotá para José Vicente Concha, futuro presidente da Colômbia, e sua primeira esposa, Leonor Córdoba. Seu pai o preparou para sua primeira comunhão. Ele foi educado em casa em latim pelo Dr. Miguel Abadía Méndez, que foi professor do mesmo assunto no Seminário de Bogotá, onde Concha entrou em 1908 para continuar seus estudos em latim. Quando o pai de Concha se tornou embaixador da Colômbia na França, Luis foi com ele para Paris e ali estudou humanidades sob o comando de Abbé Lafont. Ao retornar a Bogotá, continuou seus estudos para o sacerdócio no seminário.
Ordenado em 28 de outubro de 1916, em Bogotá, pelo Arcebispo Bernardo Herrera Restrepo, Concha serviu então como capelão da escola da catedral e professor do seminário e da Universidade Nossa Senhora do Rosário, em Bogotá, até 1918, ao mesmo tempo em que fazia o trabalho pastoral na igreja paroquial de "La Veracruz". Foi diretor do jornal diocesano El Catolicismo de novembro de 1918 a março de 1919 e depois de 16 de agosto a 15 de outubro de 1924. Estagiou no Pontifício Instituto Bíblico em Roma (onde estudou as Sagradas Escrituras) e no Seminário de São Sulpício em Paris. No final de 1920, ele foi forçado por problemas de saúde a voltar para a Colômbia sem obter nenhum grau acadêmico.
Concha foi nomeado capelão do mosteiro da Visitação, prefeito de estudos e professor no Seminário de Bogotá, e professor de religião no Gimnasio Moderno e novamente na Universidade Nossa Senhora do Rosário em 1921. Concha foi elevado à categoria de Camareiro Secreto Supranumerário em 21 de fevereiro do mesmo ano, e posteriormente tornou-se diretor espiritual no seminário de Bogotá em 1923. O presidente Pedro Nel Ospina ofereceu-lhe o cargo de reitor da Universidade de Nossa Senhora Rosário, mas recusou. Depois de ensinar a Sagrada Escritura e a teologia moral no seminário de Bogotá, Concha tornou-se um prebendário do capítulo da catedral.
Presidente da comissão para o Ano Santo de 1925, foi também subpromotor da Fé no processo informativo para a beatificação de Ezequiel Moreno y Díaz, OAR, posteriormente canonizado pelo Papa João Paulo II em 11 de outubro de 1992. De 1933 a 1934, Concha serviu como teólogo canônico do capítulo da catedral de Bogotá e como secretário da cúria arquidiocesana. Ele então trabalhou como assistente geral da Ação Católica, e chanceler arquidiocesano antes de se tornar substituto do Vigário Geral em 1934.
Em 13 de julho de 1935, Concha foi nomeado bispo de Manizales pelo Papa Pio XI. Ele recebeu sua consagração episcopal no dia 30 de novembro seguinte, do arcebispo Ismael Perdomo Borrero, com os bispos Francisco Cristóbal Toro e Crisanto Luque y Sánchez servindo como co-consagrantes, na Catedral de Bogotá. Concha tornou-se arcebispo quando Manizales foi elevada a arquidiocese metropolitana em 10 de maio de 1954.
Concha foi posteriormente nomeada arcebispo de Bogotá e, portanto, primaz da Igreja na Colômbia, em 18 de maio de 1959. No dia seguinte, em 19 de maio, foi nomeado vigário do Ordinariado Militar da Colômbia. Ele também serviu como presidente da Conferência Episcopal Colombiana.
O Papa João XXIII nomeou-o cardeal-presbítero de Santa Maria Nova no consistório de 16 de janeiro de 1961. O primaz colombiano participou do Concílio Vaticano II de 1962 a 1965, e foi um dos cardeais eleitores que participaram do conclave papal de 1963 que selecionou Papa Paulo VI. Concha era firmemente conservador, e por isso a Colômbia foi lenta na implementação das reformas do Concílio. Em 1965, suspendeu o semanário El Catolicismo, que havia começado a publicar comentários sobre questões levantadas pelo Concílio. Ele até proibiu que qualquer missa fúnebre fosse celebrada por um teólogo da libertação, Camilo Torres Restrepo.
Concha renunciou ao cargo de arcebispo de Bogotá e vigário militar da Colômbia no dia 29 de julho de 1972.
O cardeal morreu de insuficiência cardíaca após uma longa e dolorosa doença na Clínica de Marly em Bogotá, aos 83 anos. Ele está enterrado na catedral da mesma cidade.